# A Submarine Pirate
A Submarine Pirate è un film del 1915 diretto da Charles Avery e da Syd Chaplin.

## Trama

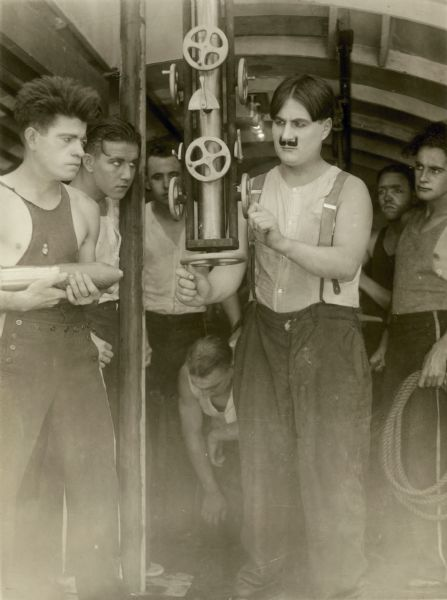
Syd Chaplin in una scena del film

Al fine di rapinare una nave che trasporta oro, un inventore con l'aiuto di un complice, progetta di usare un sottomarino.